# Dartmouth (Kanada)
Dartmouth je obec a bývalé město v provincii Nové Skotsko v Kanadě. Nachází se na východní straně Halifaxu a je administrativně součástí od roku 1996. V roce 2011 měl 67 573 obyvatel.

## Historie
Město je pojmenováno po Williamu Leggem, 1. Earlovi z Dartmouthu a bylo založeno v roce 1750. V roce 1873 získalo status town a v roce 1961 status city. V roce 1996 spolu se s Bedfordem stalo součástí Halifaxu.